# Stephen Jackson
Stephen Jesse Jackson (Port Arthur, Texas, 5 de abril de 1978) es un exjugador de baloncesto estadounidense que disputó 14 temporadas en la NBA. Con 2,03 metros de estatura, jugaba en la posición de alero.

## Carrera

### Inicios
Jackson asistió al instituto Lincoln High School, en Port Arthur (Texas), donde fue campeón del estado en su año júnior. Luego se cambió a la Oak Hill Academy en Virginia, donde fue elegido All-American y participó en el McDonald's All-American Game de 1996, siendo el máximo anotador del encuentro.
Tenía la intención de asistir a la Universidad de Arizona, pero fue declarado académicamente inelegible debido a sus bajos resultados en los exámenes SAT y ACT. Así que asistió un semestre al Butler County Community College en El Dorado (Kansas), aunque no jugó en el equipo de baloncesto.
Tras eso jugó varios partidos de exhibición ese verano y decidió presentarse al draft, donde fue seleccionado en la posición 43 del draft de 1997 por Phoenix Suns, pero no recibió oportunidades para jugar en la NBA, por lo que probó suerte en la CBA, donde promedió 2,7 puntos en 12,7 minutos de juego en dos temporadas distintas, con La Crosse Bobcats en la 1997-98 y luego con Fort Wayne Fury en 1999. Posteriormente, probó suerte en Australia con los Sydney Kings (1998), Venezuela con Marinos de Oriente (1999) y República Dominicana con San Carlos y Pueblo Nuevo (2000).

### NBA

#### New Jersey Nets
Jackson no jugó en la NBA hasta la temporada 2000-2001, haciéndolo en New Jersey Nets. Apareció en 77 partidos, incluidos 40 de titular, promediando 8,2 puntos por noche y estableciendo una gran amistad con su compañero de equipo Stephon Marbury. Jackson fue seleccionado para jugar el Rookie Challenge del All-Star Weekend de 2001, anotando en dicho encuentro 8 puntos, cogiendo 5 rebotes, repartiendo 4 asistencias y robando 3 balones.

#### San Antonio Spurs
Antes de comenzar la temporada 2001-02, Jackson firmó con San Antonio Spurs. Tras una gran campaña de rookie, las lesiones obstaculizaron el rendimiento de Jackson en 2001, obligándole a perderse un total de 45 partidos. Sus promedios fueron de 3,9 puntos y 1,1 rebotes por encuentro, jugando 9,9 minutos.
Durante la temporada 2002-03, Jackson fue clave en los Spurs. Apareció en 80 partidos, 58 de ellos de titular, promediando 11,8 puntos, 3,6 rebotes y 2,3 asistencias en 28,2 minutos de juego. En los playoffs de 2003 fue vital, ayudando a los Spurs a ganar su segundo campeonato, con 12,8 puntos por partido en postemporada (tercer líder anotador del equipo).

#### Atlanta Hawks
En 2003 se convirtió en agente libre y fichó por Atlanta Hawks, donde cuajó estadísticamente su mejor temporada en la NBA, con números de 18.1 puntos, 4.6 rebotes y 3.1 asistencias en 80 partidos, 78 de titular. El 12 de marzo ante Washington Wizards anotó 42 puntos, máxima anotación en un partido en su carrera. En los 29 partidos posteriores al All-Star Game, Jackson promedió 24.0 puntos, 5.5 rebotes, 3.5 asistencias y 2.2 robos.

Al finalizar la campaña, Jackson fue traspasado a Indiana Pacers por Al Harrington.

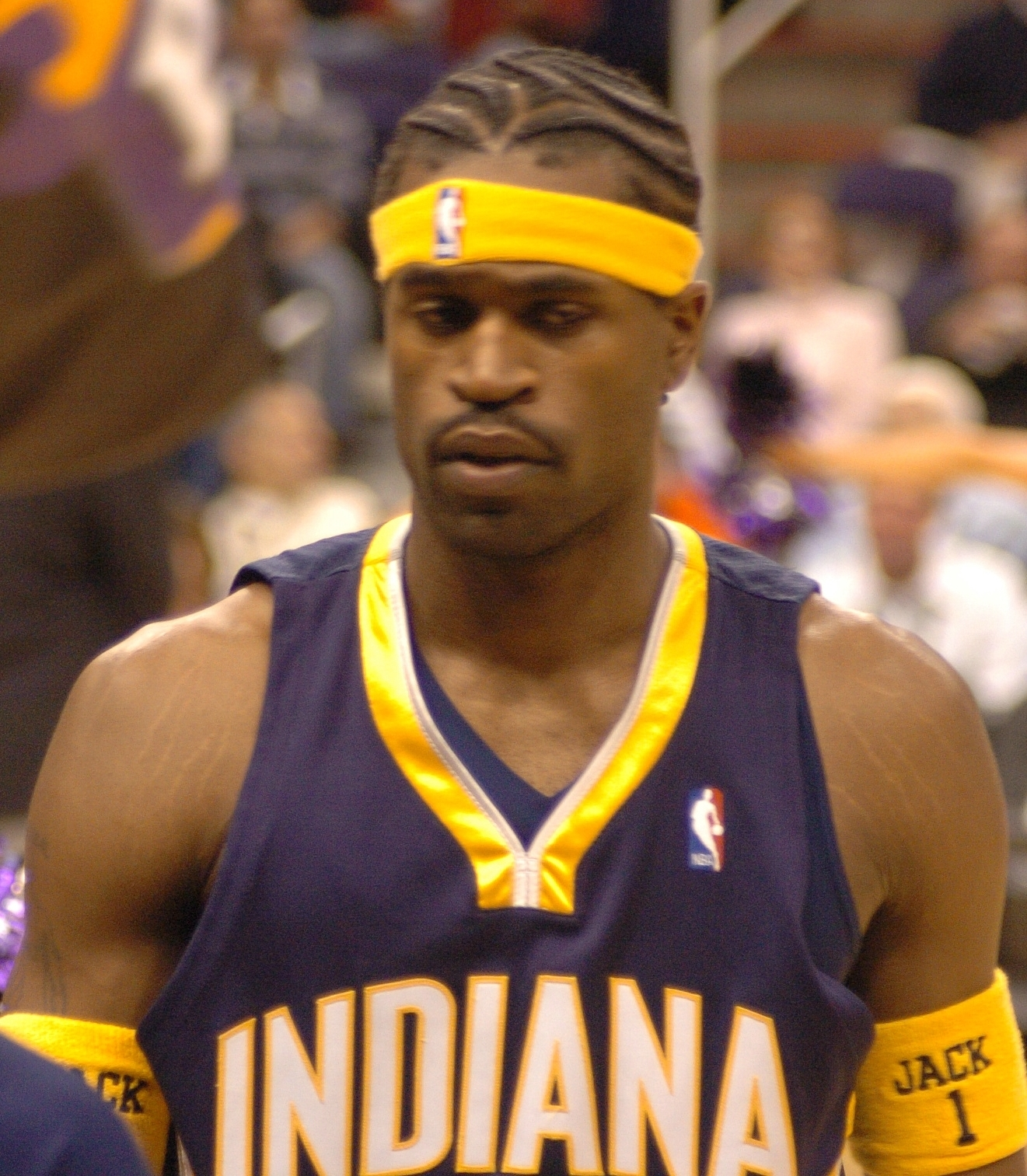
Stephen Jackson jugó la temporada 2005–06 con Indiana.

#### Indiana Pacers
En su primera temporada como jugador de los Pacers, Jackson firmó 18,7 puntos, 4,9 rebotes y 2,3 asistencias. Además, recibió una suspensión de 25 encuentros debido a la pelea en el Palace of Auburn Hills entre jugadores de Detroit Pistons y Pacers. Tras regresar de la sanción, promedió 21,7 puntos por partido en 22 partidos.
En la temporada 2005-06, promedió 16,4 puntos, 3,9 rebotes y 2,8 asistencias en 81 encuentros, firmando además 20,2 puntos en playoffs.

#### Golden State Warriors
El 17 de enero de 2007, fue traspasado a Golden State Warriors junto con Al Harrington, Šarūnas Jasikevičius y Josh Powell a cambio de Mike Dunleavy, Jr., Troy Murphy, Ike Diogu y Keith McLeod.
En su debut, los números de Jackson fueron 29 puntos, 7 rebotes, 4 asistencias y 5 robos de balón. Su mejor exhibición llegó el 5 de febrero ante Indiana Pacers, anotando a su exequipo 36 puntos en la victoria de los Warriors por 113-98. En febrero sus promedios fueron de 19,6 puntos y 4,6 asistencias, siendo la pieza clave del equipo debido a la lesión del base Baron Davis.

#### Charlotte Bobcats
El 16 de noviembre de 2009, Jackson fue traspasado a Charlotte Bobcats junto con Acie Law a cambio de Raja Bell y Vladimir Radmanović.

#### Milwaukee Bucks
El 23 de junio de 2011 fue traspasado a Milwaukee Bucks en un traspaso a tres bandas.

#### Golden State Warriors
El 14 de marzo de 2012 fue traspasado de nuevo a su antiguo equipo los Golden State Warriors.

#### San Antonio Spurs
El 16 de marzo de 2012 sin llegar a debutar con los Golden State Warriors es traspasado por el alero Richard Jefferson y los derechos del base retirado T.J. Ford a los San Antonio Spurs. El 12 de abril de 2013 es cortado por los Spurs.

#### Los Angeles Clippers
El 10 de diciembre de 2013, firma por un año con Los Angeles Clippers. Tras 9 encuentros, el 7 de enero de 2014, fue cortado.

### Retirada
El 22 de julio de 2015, tras un año en el que no encontró equipo, Jackson anunció su retirada del baloncesto profesional. En su 14 años como jugador de NBA, Jackson ganó $68,6 millones en salario, y promedió 15,1 puntos en 858 encuentros.
En febrero de 2017, se unió a la liga de baloncesto BIG3, al equipo Killer 3s, jugando junto a Chauncey Billups y con Charles Oakley como entrenador.
En 2021, fue nombrado entrenador de los Trilogy, y ganaron dos campeonatos consecutivos, siendo además elegido como mejor entrenador del torneo en 2021.

## Estadísticas de su carrera en la NBA
|  | Denota temporada en la que ganó el Campeonato de la NBA |
|  | Líder de la liga                                        |

### Temporada regular
| Año     | Equipo        | PJ  | PT  | MPP  | %TC  | %3P  | %TL  | RPP | APP | ROB | TPP | PPP  |
| ------- | ------------- | --- | --- | ---- | ---- | ---- | ---- | --- | --- | --- | --- | ---- |
| 2000-01 | New Jersey    | 77  | 40  | 21.6 | .425 | .335 | .719 | 2.7 | 1.8 | 1.1 | .2  | 8.2  |
| 2001-02 | San Antonio   | 23  | 1   | 9.9  | .374 | .250 | .706 | 1.1 | .5  | .6  | .1  | 3.9  |
| 2002-03 | San Antonio   | 80  | 58  | 28.2 | .435 | .320 | .760 | 3.6 | 2.3 | 1.6 | .4  | 11.8 |
| 2003-04 | Atlanta       | 80  | 78  | 36.8 | .425 | .340 | .785 | 4.6 | 3.1 | 1.8 | .2  | 18.1 |
| 2004-05 | Indiana       | 51  | 49  | 35.4 | .403 | .360 | .830 | 4.9 | 2.3 | 1.2 | .3  | 18.7 |
| 2005-06 | Indiana       | 81  | 81  | 35.9 | .411 | .345 | .786 | 3.9 | 2.8 | 1.3 | .5  | 16.4 |
| 2006-07 | Indiana       | 37  | 32  | 32.1 | .419 | .297 | .822 | 2.6 | 3.1 | .9  | .5  | 14.1 |
| 2006-07 | Golden State  | 38  | 37  | 34.0 | .446 | .341 | .804 | 3.3 | 4.6 | 1.3 | .4  | 16.8 |
| 2007-08 | Golden State  | 73  | 73  | 39.1 | .405 | .363 | .832 | 4.4 | 4.1 | 1.3 | .4  | 20.1 |
| 2008-09 | Golden State  | 59  | 59  | 39.6 | .414 | .338 | .826 | 5.1 | 6.5 | 1.5 | .5  | 20.7 |
| 2009-10 | Golden State  | 9   | 9   | 33.3 | .421 | .275 | .703 | 3.9 | 4.7 | 1.6 | .7  | 16.6 |
| 2009-10 | Charlotte     | 72  | 72  | 39.3 | .423 | .334 | .786 | 5.1 | 3.6 | 1.6 | .4  | 21.1 |
| 2010-11 | Charlotte     | 67  | 67  | 35.9 | .411 | .337 | .816 | 4.5 | 3.6 | 1.2 | .4  | 18.5 |
| 2011-12 | Milwaukee     | 26  | 13  | 27.4 | .357 | .278 | .833 | 3.2 | 3.0 | 1.0 | .2  | 10.5 |
| 2011-12 | Milwaukee     | 21  | 1   | 23.8 | .405 | .306 | .815 | 3.9 | 2.0 | 1.3 | .3  | 8.9  |
| 2012-13 | San Antonio   | 55  | 6   | 19.5 | .373 | .271 | .700 | 2.8 | 1.5 | .7  | .3  | 6.2  |
| 2013-14 | L.A. Clippers | 9   | 0   | 11.9 | .231 | .071 | .500 | 1.1 | 0.6 | .7  | .1  | 1.7  |
| Total   | Total         | 858 | 676 | 31.9 | .414 | .333 | .798 | 3.9 | 3.1 | 1.3 | .4  | 15.1 |

### Playoffs
| Año   | Equipo       | PJ | PT | MPP  | %TC  | %3P  | %TL  | RPP | APP | ROB | TPP | PPP  |
| ----- | ------------ | -- | -- | ---- | ---- | ---- | ---- | --- | --- | --- | --- | ---- |
| 2003  | San Antonio  | 24 | 24 | 33.8 | .414 | .336 | .803 | 4.1 | 2.7 | 1.4 | .4  | 12.8 |
| 2005  | Indiana      | 13 | 13 | 36.3 | .393 | .317 | .817 | 3.8 | 2.2 | 1.9 | .5  | 16.1 |
| 2006  | Indiana      | 6  | 6  | 37.8 | .366 | .231 | .778 | 4.5 | 3.3 | .7  | .2  | 13.3 |
| 2007  | Golden State | 11 | 11 | 41.3 | .379 | .361 | .816 | 3.6 | 3.6 | 2.0 | .7  | 19.9 |
| 2010  | Charlotte    | 4  | 4  | 39.0 | .358 | .167 | .808 | 5.0 | 3.8 | 1.2 | .2  | 18.0 |
| 2012  | San Antonio  | 14 | 0  | 21.4 | .535 | .605 | .933 | 2.0 | 1.7 | .6  | .2  | 8.3  |
| Total | Total        | 72 | 58 | 33.6 | .404 | .355 | .816 | 3.7 | 2.7 | 1.4 | .4  | 13.9 |

## Vida personal
Stephen se prometió con Imani Showalter en 2005, con la que tiene dos hijos, pero él decidió terminar la relación y cancelar su compromiso a pocos días de la boda, debido a la reticencia de ella a firmar un acuerdo prenupcial.
En 2015 comenzó una relación con Tamara Jackson, con la que se casó en Houston el 5 de diciembre de 2021.
El 4 de enero de 2018, cuando le preguntaron acerca de quitar la marihuana de la lista de sustancias prohibidas en la NBA, dijo:

"I smoked my whole career, had a hell of a career. Didn't miss no games."
"Fumé toda mi carrera, tuve una carrera infernal. No me perdí ningún partido."

Desde 2020, conjuntamente con Matt Barnes posee un pódcast llamado All the smoke, en el que comentan historias de la NBA con jugadores y exjugadores.

### Problemas con la justicia
El 6 de octubre de 2006, Stephen y otros tres compañeros de los Pacers, tuvieron una discusión con varios clientes en el 'Club Rio', un club de striptease de Indianápolis. Jackson recibió un puñetazo de uno de los clientes y fue atropellado por un coche, rodando sobre el capó. Las lesiones fueron leves. Jackson, que se encontraba en libertad condicional en Míchigan tras declararse inocente de un delito menor de agresión y lesiones por su participación en una reyerta, efectuó varios disparos con una pistola de 9 mm, según declaró en defensa propia. Sin embargo, la fiscalía declaró posteriormente que él había disparado primero. Jackson fue acusado el 11 de octubre de 2006 de un delito grave de imprudencia temeraria y de delitos menores de lesiones y alteración del orden público. Se declaró culpable de un delito grave de imprudencia criminal, recibió un año de libertad condicional y se le ordenó pagar una multa de 5000 dólares y realizar 100 horas de servicios comunitarios. Como no tenía condenas previas por delitos graves, cumplía los requisitos para recibir una condena por delito menor a pesar de declararse culpable del delito grave.

### Inclusión en la música
En diciembre de 2011, bajo el alias Stak5, lanzó un álbum de rap titulado What's a Lockout?, producido por DJ Scream de MMG. En él colaboran varios artistas como el rapero Scarface.

### Obras benéficas
Durante su suspensión de siete encuentros al comienzo de la 2007–08, donó una parte importante de su tiempo en una servicio comunitario del área de Oakland, organizando varios actos dirigidos principalmente a los niños. Además, durante un encuentro ante Toronto Raptors, rindió homenaje al alero Matt Barnes y a su madre enferma de cáncer, llevando el número 22 en su cinta del pelo. También se ofreció a faltar a su regreso de la suspensión si Barnes necesitaba apoyo en casa. Durante su etapa en Golden State, hizo varios eventos de estudio y lectura de la Biblia, con compañeros como Kelenna Azubuike, Al Harrington, y Brandan Wright. En colaboración con Southwest Airlines y la organización de los Warriors organizaron un concurso de redacción para alumnos de primaria de Port Arthur, su ciudad natal, en el que 10 alumnos de tercer grado tuvieron la oportunidad de conocer a Jackson y recibir entradas para el partido de la noche siguiente.
En marzo de 2008, participó en una concentración silenciosa contra la violencia, se asoció con el ganador de un Grammy John Legend para recaudar fondos para la campaña Show Me, participó en la colocación de la primera piedra de una cancha de baloncesto y puso en marcha su propia fundación. En colaboración con la Good Tidings Foundation, inauguró la cancha de baloncesto Stephen Jackson en el Omega Boys Club de San Francisco (California) el 11 de abril de 2008. Además, en honor a su continuo con la comunidad del Área de la Bahía, el alcalde de San Francisco Gavin Newsom proclamó el sábado 12 de abril de 2008 -el día después de la inauguración- Día de Stephen Jackson. También en 2008 fundó la Stephen Jackson Academy of Art, Science, and Technology en Port Arthur. Esta nueva construcción de la escuela finalizó en 2009; desde 2012, la academia ofrece programas extraescolares para niños de la zona y alberga un gimnasio de uso público. Para obtener la acreditación educativa, tiene previsto ampliar la academia a finales de 2012.

### Activismo
Stephen era uno de los mejores amigos de George Floyd, el cual tuvo repercusión internacional cuando fue asesinado por la policía en Minneapolis el 25 de mayo de 2020. A raíz de esto, Jackson recibió la atención de los medios de comunicación por un apasionado discurso que pronunció en una manifestación de protesta en Minnesota. Donde dijo:

"I'm here because they're not gonna demean the character of George Floyd, my twin."
"Estoy aquí porque no van a dañar la imagen de George Floyd, mi gemelo."

Ambos se llamaban entre sí "gemelo", por su parecido físico.

### Conversión al Islám
El 6 de enero de 2021, se convirtió oficialmente al Islám. En una entrevista dijo al respecto:

"I can honestly say that there is no one who loves Allah more than me."
"Puedo decir sinceramente que no hay nadie que ame a Alá más que yo."

Además dice estar inspirado por Malcolm X, al cual describió como:

"the biggest reason for the continuation of Islam in the African-American community."
"la mayor razón de la continuidad del Islam en la comunidad afroamericana"